# Emily Shearman
Emily Shearman, née le 23 février 1999 à Palmerston North, est une coureuse cycliste néo-zélandaise, spécialiste de la piste.

## Palmarès sur piste

### Jeux olympiques
- Paris 2024
  -  Médaillée d'argent de la poursuite par équipes
  - 8e de la course à l'américaine

### Championnats du monde
| Édition / Épreuve          | Poursuite par équipes |
| Aigle 2016 (juniors)       | Argent                |
| Montichiari 2017 (juniors) | Argent                |
| Glasgow 2023               | Argent                |

### Coupe du monde
- 2018-2019
  - 3e de la poursuite par équipes à Hong Kong
- 2019-2020
  - 1re de la poursuite par équipes à Hong Kong (avec Jessie Hodges, Nicole Shields, Ally Wollaston et Michaela Drummond)

### Coupe des nations
- 2022
  - 2e de la poursuite par équipes à Cali
- 2023
  - 1re de la poursuite par équipes à Jakarta
  - 2e de la poursuite par équipes au Caire
- 2024
  - 1re de la poursuite par équipes à Adélaïde
  - 1re de la poursuite par équipes à Hong Kong
  - 2e de l'américaine à Hong Kong
- 2025
  - 2e de la poursuite par équipes à Konya
  - 3e de l'américaine à Konya

### Jeux du Commonwealth
| Édition / Épreuve | Poursuite par équipes |
| Birmingham 2022   | Argent                |

### Championnats d'Océanie
| Édition / Épreuve           | 500 mètres | Poursuite individuelle | Poursuite par équipes | Course aux points | Américaine | Scratch | Omnium |
| Invercargill 2015           |            |                        | Bronze                |                   |            |         |        |
| Invercargill 2015 (juniors) |            |                        |                       |                   |            |         | Or     |
| Melbourne 2016 (juniors)    | Bronze     | Or                     | Or                    | Bronze            |            | Bronze  |        |
| Adelaide 2018               |            |                        | Argent                |                   |            |         |        |
| Invercargill 2019           |            |                        | Or                    |                   |            |         |        |
| Brisbane 2023               |            | Argent                 |                       |                   | Or         |         | Argent |
| Cambridge 2024              |            | Argent                 | Or                    | Bronze            |            | Argent  | Bronze |
| Brisbane 2025               |            | Argent                 | Or                    |                   | Argent     |         | Or     |

### Championnats de Nouvelle-Zélande
- 2018
  -  Championne de Nouvelle-Zélande de course à l'américaine (avec Jessie Hodges)
- 2024
  -  Championne de Nouvelle-Zélande de course à l'américaine (avec Bryony Botha)
  -  Championne de Nouvelle-Zélande d'omnium
- 2025
  -  Championne de Nouvelle-Zélande de course aux points
  -  Championne de Nouvelle-Zélande du scratch
  -  Championne de Nouvelle-Zélande d'omnium
  -  Championne de Nouvelle-Zélande de course à l'élimination

## Palmarès sur route
- 2017
  - 3e du championnat de Nouvelle-Zélande du contre-la-montre juniors